# 杜漸
杜漸（1934年2月19日—2022年7月23日），本名李文健，曾用筆名李幻予，男，香港作家、翻譯家和文學評論家，主要撰寫科幻和推理小說，並曾翻譯多本國外科幻作品和創辦《開卷》、《科學與科幻》等文學期刊，大力推動香港科幻小說發展，獲他提攜的包括香港作家譚劍。他亦曾出任《大公報》和《新晚報》編輯。
2022年7月23日，杜漸在加拿大安大略省多倫多逝世，享年88歲。

## 生平

### 早年
杜漸本名李文健，於1934年2月19日在香港出生（另有說為1935年舊曆2月29日生）。他的先祖為滿清武官，而外祖父潘達微是興中會成員，曾策劃和參與黃花崗起義，事敗後逃到香港，並從事雜誌編輯和攝影美術工作。杜漸的父親李崧則是一位醫生，曾於1949年創辦專門為工人服務的醫務所，擔任了義務醫生30多年。杜受到家人影響，自幼充滿革命情懷和熱情，並在未滿14歲時已加入中共在香港建立的地下組織青年團。他亦非常熱愛閱讀，古今中外的文學作品均有涉獵，因此被友人戲稱為「書痴」。杜先後入讀嶺南小學和聖士提反書院，並在1951年隻身移居中國大陸，希望能協助建設新中國。杜後來入讀中山大學中文系，作家溫紹賢是其同窗，並於1960年畢業。

### 文革期間
杜漸大學畢業後一直從事編輯工作。直至文化大革命爆發，杜初時有參與反右運動，但在一次為了一名被批鬥的婦人申冤後被打成右派份子，並遭關押他的紅衛兵輪姦。杜隨後被指派到農村參加社教運動，並經歷了大躍進所造成的饑荒。1971年，杜因飽受折磨並以母親病重為由返回香港。杜在文革時期的經歷大大改變了他日後的政治主張和寫作風格。

### 寫作生涯
杜漸返回香港後，他曾短暫在父親的醫務所工作。由於過去在中國大陸有很多書籍都被禁止流入令杜無法閱讀，因此他希望能擔任翻譯，親自尋找世界各地的好書閱讀。杜遂到《新晚報》求職，並以翻譯一部紀伯倫的小說作為試稿，獲總編輯羅孚親自應聘。杜隨後由於《大公報》缺人而調往該報副刊工作。總編輯陳凡當時為他取了筆名「杜漸」，意思為「防微杜漸」。
杜後來創辦了文學期刊《開卷》，又應香港三聯書店的邀請擔任《讀者良友》的特約編輯。1980年，在《開卷》第10期發表了題為《談談中國科學小說創作的一些問題》的文章，剖析當代中國的科學文藝小說面臨失敗的原因，引起了全國關注。杜在往後大力推廣中國科幻小說的發展和普及，包括翻譯哈里·哈里森的《太空潛艇》等數十部國外作品、撰寫評論，以及聯繫全國的科幻作家舉辦研討會。他亦撰寫了多部科幻小說集，涉及的題材和學科領域廣泛，例如以宇宙航行為主題的《宇航歷險記》和以基因工程為主題的《基因再造計劃》等，被評價為早期中國科幻小説發展的推手。杜在1990年創辦文學叢刊《科學與科幻》，亦分別在1991年和1994年出版了《世界科幻文壇大觀》和《偵探推理小說談趣》等文學論著。香港科幻會會長李偉才曾評論指「在香港，沒有一個人在推動科幻小說方面比杜漸做得更多」。

### 晚年
1992年，杜漸退休並移居加拿大大多倫多地區密西沙加市。退休後他仍繼續寫作，曾用筆名「李幻予」在報章上連載小說，並於2014年出版回憶錄《歲月黃花——三代人的求索》，又在2019年出版推理小說評論集《偵探書話》和回港擔任香港書展的嘉賓。除了寫作和翻譯工作，他亦入讀了當地的藝術學院修習油畫和自學水墨畫。
2022年7月23日，杜漸在多倫多逝世，享年88歲。

## 著作
- 《亞非拉文學新潮》（1976）[6]
- 《當代外國作家與作品》（1980）[6]
- 《書海夜航》（1980、1984）[17]
- 《世界科幻文壇大觀》(1991)[17]
- 《書癡書話》（1992）[6]
- 《逃出恐龍世界》（1993）[2]
- 《黑龍三角》（1994）[2]
- 《女媧王國探密》（1994）[2]
- 《即食麵謀殺案》（1994）[2]
- 《偵探推理小說談趣》（1994，增訂版2019）[6]
- 《基因再造計劃》（1997）[13]
- 《宇航歷險記》（1997）[13]
- 《機器人傳奇》（1997）[13]
- 《雪山血魔》（1997）[13]
- 《縮形實驗》（2001）[13]
- 《地底城的秘密》（2014）[13]
- 《重返大地世界》（2014）[13]
- 《歲月黃花——三代人的求索》（2014）[6][10]
- 《長相憶：師友回眸》（2015）[19]
- 《偵探書話》（2019）[18]